# Anagyrus ashkhabadensis
Anagyrus ashkhabadensis är en stekelart som beskrevs av Svetlana N. Myartseva 1981. Anagyrus ashkhabadensis ingår i släktet Anagyrus och familjen sköldlussteklar.
Artens utbredningsområde är Turkmenistan. Inga underarter finns listade i Catalogue of Life.